# Euxoa sjostedti
Euxoa sjostedti là một loài bướm đêm trong họ Noctuidae.